# Universidade Estadual Paulista em Marília
Faculdade de Filosofia e Ciências (FFC) é uma faculdade, pertencente à Universidade Estadual Paulista, localizada em Marília, São Paulo, Brasil.
Abriga seis cursos de graduação na área de Ciências Humanas (Arquivologia, Biblioteconomia, Ciências Sociais, Filosofia, Pedagogia e Relações Internacionais) e três na área de Ciências Biológicas (Fisioterapia, Fonoaudiologia e Terapia Ocupacional).  A Faculdade de Filosofia e Ciências oferece também o Mestrado Profissional de Sociologia em Rede Nacional (ProfSocio); mestrado acadêmico em Filosofia, Fonoaudiologia e Relações Internacionais; e mestrado acadêmico e doutorado em Educação, Ciência da Informação e Ciências Sociais. 
Em 25 de janeiro de 1957, a Assembléia Legislativa do Estado aprovou e promulgou a Lei n.º 3.781, que criava a Faculdade de Filosofia, Ciências e Letras de Marília (FAFI), dentro da nova política de interiorização dos centros de pesquisa e ensino, no período do governo de Jânio Quadros. No entanto, a sua existência efetiva se deu somente em 13 de janeiro de 1959, quando a faculdade foi solenemente inaugurada. Três dias depois, o Decreto Federal n.º 45.262 concedia inspeção prévia aos cursos a serem instalados, o que marcou oficialmente o início de suas atividades didáticas. Na década de 1990, foi criado o curso de Fonoaudiologia e a denominação da Unidade passou a ser Faculdade de Filosofia e Ciências, UNESP - Campus de Marília.

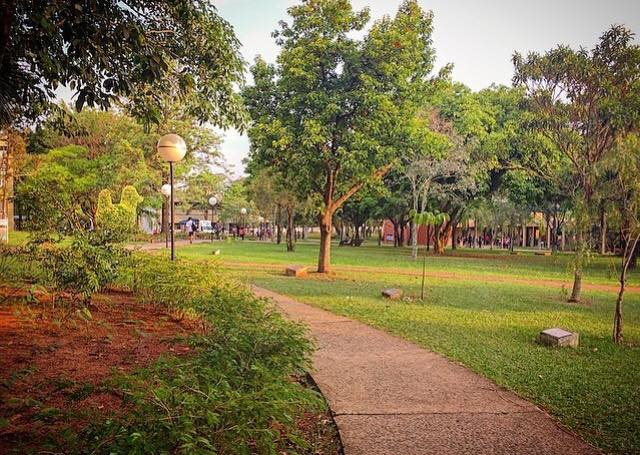
Tarde de outono no campus de Marília

Atualmente a FFC contempla um campus e uma unidade auxiliar. São cerca de 37 grupos de pesquisa atuantes cadastrados no CNPq, além de uma biblioteca com mais de 90.000 mil livros.

## Moradia Estudantil
O Programa de Moradia Estudantil tem como objetivo apoiar a vida acadêmica dos estudantes de Graduação socioeconomicamente carentes da UNESP . Atualmente conta com 12 residências situadas próximo ao campus, totalizando 83 vagas.